# 12248 Russellcarpenter
12248 Russellcarpenter este o planetă minoră (asteroid) din centura de asteroizi. A fost descoperită pe 14 septembrie 1988 la Observatorio de Cerro Tololo⁠(d) de Schelte J. Bus. 
Obiectul prezintă o orbită caracterizată de o semiaxă mare de 3,0190029 UAi, o excentricitate de 0,1, o înclinație de 9,8063 ° în raport cu ecliptica.